# Xã Moline, Quận Rock Island, Illinois
Xã Moline (tiếng Anh: Moline Township) là một xã thuộc quận Rock Island, tiểu bang Illinois, Hoa Kỳ. Năm 2010, dân số của xã này là 23.529 người.